# Westend Verlag
Der Westend Verlag ist ein deutscher Buchverlag mit Sitz in Neu-Isenburg (bis 2023 in Frankfurt am Main).

## Geschichte
Der Verlag wurde im Januar 2004 in Frankfurt am Main von Markus J. Karsten und Michael Morganti gegründet, zunächst als ein „Ein-Buch-Verlag“. Der Titel 50 einfache Dinge, die Sie tun können, um die Welt zu retten erschien im September des gleichen Jahres. Schwerpunkt des Programms sind Sachbücher zu den Themenbereichen Politik, Wirtschaft, Gesellschaft und Ökologie sowie Satire und Kabarett.
Ebenfalls zum Programm gehört das Overton Magazin, ein Online-Magazin zu gesellschaftlichen Themen.
Mit dem Titel Hurra, wir dürfen zahlen. Der Selbstbetrug der Mittelschicht von Ulrike Herrmann gelang dem Verlag im Jahr 2010 erstmals der Sprung auf die Spiegel-Bestsellerliste.
Im Herbst 2020 war Westend in der Kategorie „Sachbuch Paperback“ auf der Spiegel-Bestsellerliste mit den vier Büchern Meinungsunfreiheit von Wolfgang Kubicki, Zieht euch warm an, es wird heiß! von Sven Plöger, Die Revolution ist fällig von Albrecht Müller und Chronik einer angekündigten Krise von Paul Schreyer vertreten.
2020 erhielt der Westend Verlag zusammen mit 65 anderen Verlagen den Deutschen Verlagspreis als „dotiertes Gütesiegel für herausragende Verlage“.
Seit 2021 besteht die Edition W, die vom Westend Verlag gemeinsam mit Rainer Weiss herausgegeben wird; beide halten die Hälfte an der Reihe für belletristische Titel.
Die wissenschaftliche Reihe Westend Academics wurde im Jahr 2022 gegründet.
Im Jahr 2023 erfolgte aus Platzgründen der Umzug aus der Frankfurter Innenstadt an den Stadtrand von Neu-Isenburg, wo der Verlag seitdem ansässig ist. Der Umsatz betrug 2023 über drei Millionen Euro, und der Verlag hatte 15 Mitarbeiter. Gesellschafter sind Markus J. Karsten, Rüdiger Grünhagen und Andreas Horn.

## Autoren (Auswahl)
Nach eigenen Aussagen gehören zu den Autorinnen und Autoren des Verlag u. a. Heiner Flassbeck, Jörg Armbruster, Sven Plöger, Ulrich Schneider, Oskar Lafontaine, Albrecht Müller, Manni Breuckmann, Wolfgang Hetzer, Hanni Hüsch, Thomas Freitag, Simone Rethel, Ulrike Guérot, Petra Roth, Sahra Wagenknecht, Franz Keller, Friedhelm Hengsbach, Rainer Mausfeld, Mathias Bröckers, Henning Venske, Christian Redl und Gisela Steinhauer. Zu den Autoren gehören überdies viele Personen, die u. a. auch in den NachDenkSeiten oder Telepolis veröffentlichen.

## Vertrieb
Der Verlag kooperiert mit den NachDenkSeiten und Telepolis bei der Vertriebsplattform Buchkomplizen.
Mit dabei war anfänglich auch Ken Jebsens KenFM. Der Westend Verlag beendete im Jahr 2020 die Zusammenarbeit „unter anderem aufgrund Ken Jebsens Haltung zu verschiedenen Themen“.